# 范朝福
范朝福（1915年—1993年），男，河南新县人，中华人民共和国军事人物，中国人民解放军少将，曾任中国人民解放军海军副参谋长。